# Circuit des Vins du Blayais
Le Circuit des Vins du Blayais est une course cycliste française disputée au mois d'avril à Cézac, dans le département de la Gironde (Nouvelle-Aquitaine). Sa première édition a lieu en 1954.
L'épreuve a été inscrite au calendrier national de la Fédération française de cyclisme. En 2017, elle est rétrogradée dans le calendrier UFOLEP, pour les cyclistes de 1re et 2e catégories de cette fédération.

## Palmarès partiel
| Année     | Vainqueur            | Deuxième            | Troisième           |                    |
| --------- | -------------------- | ------------------- | ------------------- | ------------------ |
| 1960      | J. Galland           | Ferreira            | Gérard Doret        |                    |
| 1961      | Résultats inconnus   | Résultats inconnus  | Résultats inconnus  | Résultats inconnus |
| 1962      | Pierre Bonnecaze     | Claude Coutant      | Michel Bidart       |                    |
| 1963-1964 | Résultats inconnus   | Résultats inconnus  | Résultats inconnus  | Résultats inconnus |
| 1965      | Bernard Labourdette  |                     |                     |                    |
| 1966-1984 | Résultats inconnus   | Résultats inconnus  | Résultats inconnus  | Résultats inconnus |
| 1985      | Jean-Paul Ardouin    | Benoît Trebucq      | J. Lucien           |                    |
| 1986      | Philippe Escoubet    | Christophe Allin    |                     |                    |
| 1987      | Armand de Las Cuevas |                     |                     |                    |
| 1988      | Philippe Le Peurien  | Stéphane Dief       | Hervé Gourmelon     |                    |
| 1989      | Christophe Capelle   | Gérard Ianotto      | Patrick Invernizzi  |                    |
| 1990      | Marino Verardo       | Didier Bouquet      | Francis Bareille    |                    |
| 1991      | Christophe Dupouey   | Laurent Mazeaud     | Daniel Guillon      |                    |
| 1992      | Philippe Escoubet    | Laurent Roux        | Nicolas De Bacco    |                    |
| 1993      | Frédéric Berland     | Christophe Langlois | Nicolas De Bacco    |                    |
| 1994      | Francis Bareille     | Christophe Barbier  | Dominique Péré      |                    |
| 1995      | Frédéric Mainguenaud | Olivier Ouvrard     | Stéphane Bauchaud   |                    |
| 1996      | Pierre Painaud       | Dominique Péré      | Didier Bouquet      |                    |
| 1997      | Dominique David      | Bertrand Guerry     | Francis Bareille    |                    |
| 1998      | Bertrand Guerry      | Dominique David     | Olivier Durand      |                    |
| 1999      | Stéphane Augé        | Anthony Supiot      | Bruno Thibout       |                    |
| 2000      | Jérôme Bouchet       | Arnaud Labbe        | Gaylord Tourneur    |                    |
| 2001      | Arnaud Labbe         | Loïc Herbreteau     | Yvan Becaas         |                    |
| 2002      | Jérôme Bonnace       | Dominique David     | Gaël Moreau         |                    |
| 2003      | Andrey Pitchelkin    | Anthony Langella    | Ivan Terenine       |                    |
| 2004      | Gilles Canouet       | René Mandri         | Jérôme Bonnace      |                    |
| 2005      | Jérôme Bonnace       | Stéphane Poulhiès   | Cédric Fontbonnat   |                    |
| 2006      | non disputé          | non disputé         | non disputé         | non disputé        |
| 2007      | Fabien Rey           | Pierre Cazaux       | Dominique David     |                    |
| 2008      | Dmitry Samokhvalov   | Romain Chaudoy      | Denis Kudashev      |                    |
| 2009      | annulé               | annulé              | annulé              | annulé             |
| 2010,     | Mickaël Szkolnik     | Egor Lutskovich     | Jérémy Ortiz        |                    |
| 2011,     | Gert Jõeäär          | Niels Brouzes       | Benjamin Cantournet |                    |
| 2012,     | Fabien Patanchon     | Alexis Guérin       | Julien Ballion      |                    |
| 2013,     | Thomas Boudat        | Mickaël Larpe       | Yoän Vérardo        |                    |
| 2014      | Kévin Soubes         | Willy Perrocheau    | Michał Michciński   |                    |
| 2015      | annulé               | annulé              | annulé              | annulé             |
| 2016      | Morgan Lamoisson     | Arnaud Gleizes      | Pierre Créma        |                    |
| 2017      | Thierry Gallego      | Florent Paggiolo    | Stéphane Boirivant  |                    |
| 2018      | Alex Roulière        | Laurent Dommain     | Nicolas Charbleytou |                    |
| 2019      | Julien Larignon      | Thierry Pommier     | Nicolas Guichard    |                    |